# Absolute Christmas 3
Absolute Christmas 3, kompilation i serien Absolute Christmas udgivet i 1998. 

## Spor

### Disc 1
1. Shu-bi-dua – "Den Himmelblå"
2. Carnie & Wendy Wilson – "Hey Santa!"
3. Hanson – "Merry Christmas Baby"
4. Alvin Stardust – "So Near To Christmas"
5. The Bellamy Brothers – "Tropical Christmas"
6. Cliff Richard – "Christmas Alphabet"
7. Boney M – "Zion's Daughter"
8. Eternal – "When You Wish Upon a Star"
9. Smokie – "It Won't Be Christmas"
10. Bamse – "Jul På Vimmersvej"
11. Triple & Touch – "Ding Dong Merrily On High"
12. Vanessa Williams – "Have Yourself A Merry Little Christmas"
13. Goombay Dance Band – "Christmas At Sea"
14. The Pretenders – "2000 Miles"
15. Sailor – "It's Christmas Again"
16. Stig Rossen – "Mary's Boy Child"

### Disc 2
1. Nana Mouskouri – "Ave Maria"
2. Diana Ross – "Let It Snow! Let It Snow! Let It Snow!"
3. Bobby Helms – "Jingle Bell Rock"
4. Jim Reeves – "Blue Christmas"
5. Dean Martin – "Rudolf The Red Nosed Reindeer"
6. Brenda Lee – "Rockin' Around The Christmas Tree"
7. Fats Domino – "Frosty The Snowman"
8. Stevie Wonder – "What Christmas Means To Me"
9. The Jackson 5 – "I Saw Mommy Kissing Santa Claus"
10. Diana Ross & The Supremes – "Little Bright Star"
11. Aretha Franklin – "Joy To The World"
12. Roger Whittaker – "The First Noël"
13. Bing Crosby – "White Christmas"
14. Lene Siel – "Nu Tændes Tusind Julelys"
15. Robson & Jerome – "Silent Night"
16. Take 6 – "Hark! The Herald Angels Sing"